# Port Sunlight

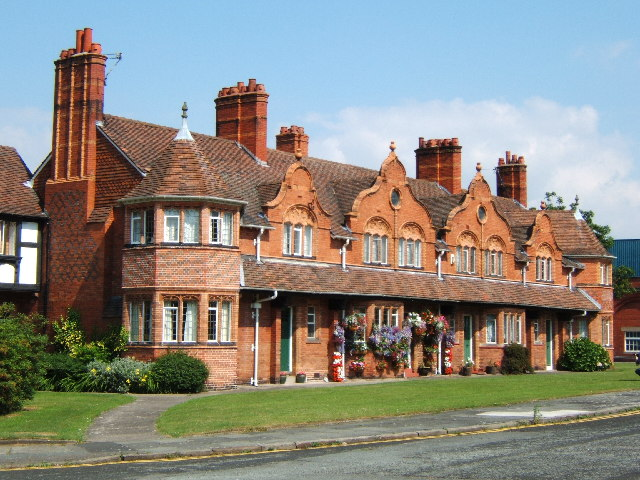
Grupo de viviendas adosadas.

Port Sunlight es un suburbio del área metropolitana (en inglés, Metropolitan Borough) de Wirral, Merseyside, Reino Unido. Tiene una población estimada, en 2018, de 2.065 habitantes.
Se sitúa en las cercanías de Liverpool, entre Lower Bebington y New Ferry. Entre 1894 y 1974 perteneció al condado de Cheshire, distrito de Bebington. Desde el 1 de abril de 1974 se convirtió en un hundred del borough metropolitano de Wirral.
Fue planificada a finales del siglo XIX por William Hesketh Lever, primer vizconde de Leverhulme, como una model village ("ciudad modelo" o ciudad obrera propia del paternalismo industrial) para los trabajadores de la fábrica de jabón Lever Brothers (actualmente, la multinacional Unilever). Su nombre es el de la gama principal de los agentes limpiadores de Lever: Sunlight.
Port Sunlight contiene 900 monumentos clasificados de grado II, y está declarada área protegida desde 1978. Ha sido informalmente propuesta su consideración como patrimonio de la humanidad por la UNESCO. Sin embargo, no está aún en la lista tentativa del Reino Unido para futura consideración de la organización.

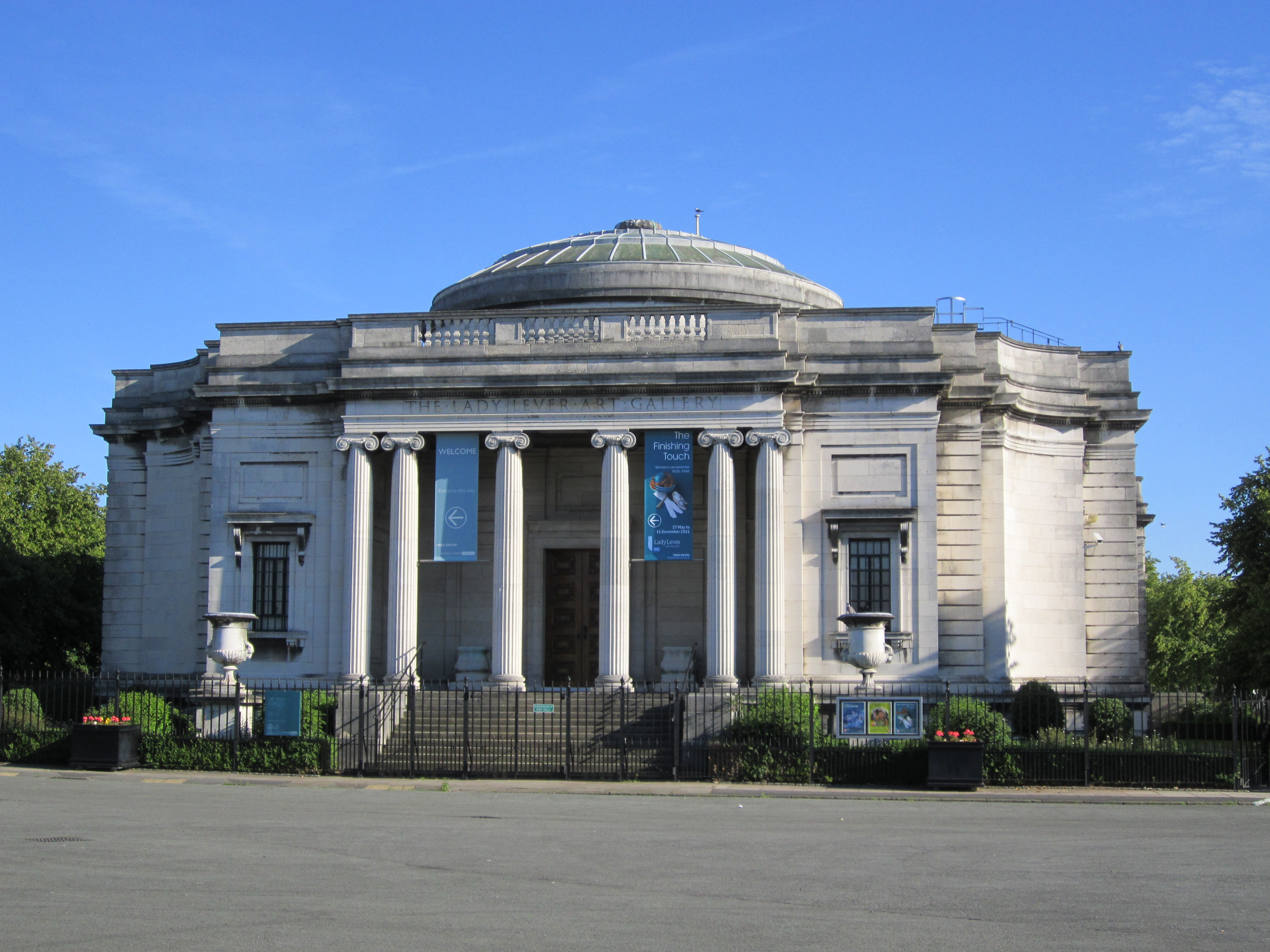
Lady Lever Art Gallery.

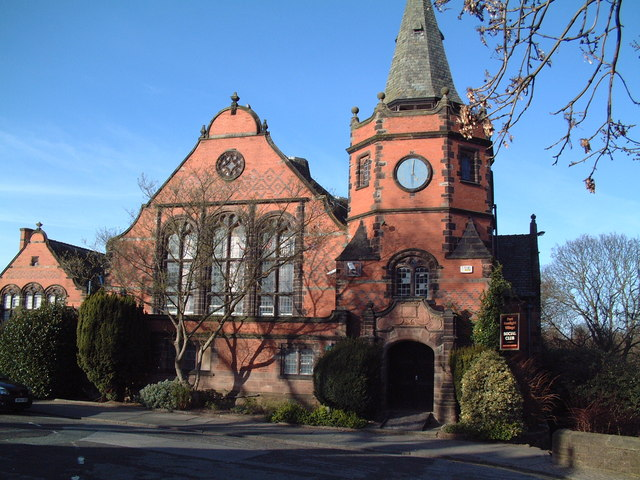
Lyceum.

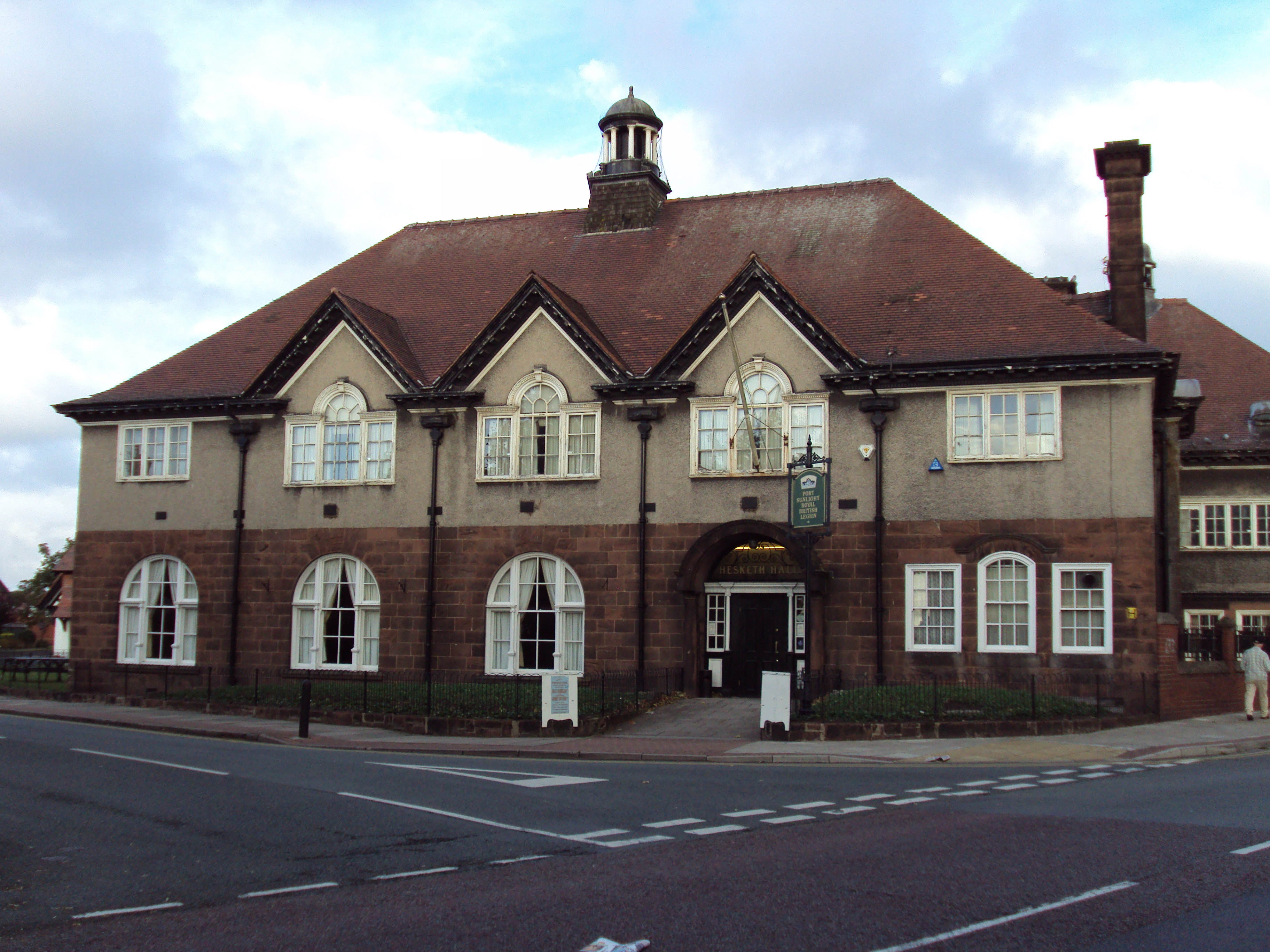
Hesketh Hall.

## Historia y arquitectura
En 1887, Lever comenzó a buscar un lugar para extender su producción de jabón, hasta entonces centrada en Warrington, y fundar una ciudad para alojar a los trabajadores de la fábrica. Escogió un entorno de 56 acres (unas 23 hectáreas) de terreno pantanoso sin uso hasta entonces, relativamente plano, entre la ribera izquierda del río Mersey y una línea ferroviaria. Lever participó personalmente en la elaboración de los planos de la ciudad, y empleó unos treinta arquitectos diferentes para asegurarse la diversidad de los edificios y la rapidez en la construcción. Entre 1899 y 1914 se construyeron unas 800 casas para alojar a unos 3.500 habitantes, junto con jardines comunitarios (allotments) y edificios públicos como centros educativos, una piscina al aire libre, un hospital de proximidad, una sala de conciertos, un museo (la Lady Lever Art Gallery), una iglesia (la Christ Church, inaugurada en 1904, inicialmente congregacional, posteriormente de la iglesia reformada unida), etc. Se pusieron a disposición de los trabajadores recursos sociales, educativos y de ocio, impulsando actividades y organizaciones que promovían el arte, la literatura, la ciencia o la música.
La importancia histórica de Port Sunlight reside en la combinación sin precedentes de un hábitat industrializado que aportaba condiciones materiales decentes para los trabajadores, con los valores arquitectónicos y paisajísticos de la ciudad-jardín, influenciados por las ideas de William Morris y el movimiento Arts & Crafts. Cada bloque de casas se creó por un arquitecto diferente. La parte trasera de cada casa se esconde a la vista, y cada casa es única. En términos arquitectónicos, se encuentra el entramado de madera (half-timbered) la madera tallada, el ladrillo, el estuco, las chimeneas compartidas… Algunas casas se construyeron en estilo flamenco, con ladrillos importados de Bélgica.
La gran colección de arte de Lever, reunida en sus viajes por todo el mundo, constituye la parte principal de los fondos de la galería que se dedicó a Lady Lever, junto con otras obras de arte moderno, mobiliario, pinturas y esculturas. Se inauguró en 1922 por la princesa Beatriz.
Otros edificios notables son el Lyceum (inicialmente centro educativo, es actualmente un equipamiento multiusos y club social), el teatro Gladstone, el Hesketh Hall (que acoge la rama local de The Royal British Legion) y el pub Bridge Inn. La Lever House (de William y Segar Owen, 1895) se construyó como edificio de oficinas de la fábrica. No debe confundirse con la Lever House de Nueva York.
Hasta los años 1980 se mantuvo la vinculación de todos los habitantes con la empresa Unilever. Desde entonces se comenzó a permitir las ventas a particulares.

## Transportes
La zona dispone de comunicación ferroviaria mediante las estaciones de Bebington y de Port Sunlight, en la línea Wirral-Merseyrail, con servicio regular hacia Chester, Ellesmere Port, y Liverpool vía Birkenhead.

## Personalidades
- Port Sunlight es el lugar de nacimiento de Pete Burns, del grupo Dead or Alive.
- En Hulme Hall tuvo lugar la primera entrevista grabada a The Beatles para Radio Clatterbridge, por el disc jockey local Monty Lister (27 de octubre de 1962).[7]

## Otras "ciudades modelo"
- Bournville[8] (fábrica Cadbury)
- Woodlands (mineros de Brodsworth Colliery)
- Saltaire
- Stewartby
- Hampstead Garden Suburb
- Brentham Garden Suburb